# Округ Лоренс (Пенсилванија)
Округ Лоренс (енгл. Lawrence County) је округ у америчкој савезној држави Пенсилванија.

## Демографија
По попису из 2010. године број становника је 91.108, што је 3.535 (-3,7%) становника мање него 2000. године.
| Група             | 2000.          | 2010.          |
| Белци             | 89.573 (94,6%) | 84.872 (93,2%) |
| Афроамериканци    | 3.416 (3,6%)   | 3.501 (3,8%)   |
| Азијати           | 258 (0,3%)     | 370 (0,4%)     |
| Хиспаноамериканци | 529 (0,6%)     | 931 (1,0%)     |
| Укупно            | 94.643         | 91.108         |